# Smokie
Smokie, à l'origine orthographié Smokey, est un groupe de rock britannique originaire de Bradford, dans le Yorkshire de l'Ouest, en Angleterre. Le groupe connaît son heure de gloire en Europe de 1975 à 1980, son titre le plus célèbre est Living Next Door to Alice (1976).

## Biographie
À l'origine appelé The Yen, puis The Sphynx, et plus tard Essence, le groupe est formé en 1965.
La formation se fait remarquer avec le titre If You Think You Know How To Love Me (1975). D'autres succès suivent : Don't Play Your Rock 'n' Roll to Me (1975), Living Next Door to Alice (1976),  It's Your Life (1977), Needles and Pins (1977), Oh Carol (1978).
Le groupe se sépare en 1982 et se reformera plusieurs fois à partir de 1986 sans le chanteur Chris Norman qui tente une carrière solo.
En 1989 sort Boulevard of Broken Dreams (sept semaines classé premier des charts norvégiens ; tous les morceaux sont produits par Simon Humphrey, sauf pour Young Love, qui est produit par Dieter Bohlen), Whose are these Boots? (1990, premier en Norvège), Chasing Shadows (1992) et Celebration (1994), qui comprennent d'anciens succès réarrangés par un orchestre. La réédition de Living Next Door to Alice (Who the F**k is Alice) atteint la troisième place des charts britanniques.
En 2004, Smokie enregistre un album, On the Wire, comprenant onze morceaux écrits par eux-mêmes. En 2006, le groupe sort l'album From the Heart.
En 2010, Smokie atteint les charts avec l'album Take a Minute. Publié au Danemark en août la même année, il atteint la troisième place des charts. Sa sortie dans le reste de la Scandinavie et en Allemagne prend place en octobre, avec le single Sally's Song (The Legacy Goes On).

## Membres

### Membres actuels
- Terry Uttley - basse, chant (1964-1966, depuis 1968)
- Martin Bullard - claviers (depuis 1986)
- Steve Pinnell - batterie (depuis 1986)
- Mick McConnell - guitare solo (depuis 1996)
- Peter Lincoln - chant, guitare rythmique (depuis Avril 2021)

### Anciens membres
- Alan Silson - guitare solo, chant (1964-1996)
- Chris Norman - chant, guitare rythmique (1964-1986)
- Ron Kelly - batterie (1964-1973)
- Arthur Higgins - basse, chant (1966-1968)
- Pete Spencer - batterie (1973-1986)
- Alan Barton - chant, guitare rythmique (1986-1995, décédé en 1995)
- Mike Craft - chant, guitare rythmique (1995-2021)

## Discographie
- 1975 : Pass It Around
- 1975 : Changing All the Time
- 1975 : Smokey
- 1976 : Midnight Café
- 1977 : Bright Lights & Back Alleys
- 1978 : The Montreux Album
- 1979 : The Other Side of the Road
- 1981 : Solid Ground
- 1982 : Strangers in Paradise
- 1982 : Midnight Delight
- 1988 : All Fired Up
- 1989 : Boulevard of Broken Dreams
- 1990 : Whose Are These Boots?
- 1992 : Chasing Shadows
- 1993 : Burnin' Ambition
- 1995 : The World and Elsewhere
- 1998 : Light A Candle
- 1998 : Wild Horses - The Nashville Album
- 2000 : Uncovered
- 2001 : Uncovered Too
- 2004 : On the Wire
- 2010 : Take a Minute
- 2015 : This Ship Ain't Going Down (Smokie single)
- 2015 : Love Is All We Got (Smokie single)
- 2015 : At the End of the Rainbow (Smokie single)
- 2015 : Help Me Remember (Smokie single)